# Старостин, Евгений Васильевич
Евге́ний Васи́льевич Ста́ростин (4 ноября 1935, Соль-Илецк — 23 марта 2011, Москва) — советский и российский историк-архивист, эксперт ЮНЕСКО (1994—1995 годы), доктор исторических наук (1995), профессор (1992), специалист по архивоведению, источниковедению и истории общественно-политической мысли России конца XIX — начала XX веков, зарубежным архивам, зарубежной архивной россике, архивам российской эмиграции, реституции культурных ценностей.
Заведующий кафедрой истории и организации архивного дела факультета архивного дела Историко-архивного института РГГУ (1981—2011), член редколлегии журнала «Отечественные архивы», руководитель Центра архивных исследований РГГУ, почётный профессор РГГУ (2007), почётный член Учёного совета РГГУ, член диссертационных советов при РГГУ и ВНИИДАД (документалистика, документоведение, архивоведение).

## Родители
Мать Евгения Васильевича Старостина — Мария Петровна Михайлова, врач по профессии, была дочерью известного московского детского врача Петра Петровича Михайлова, окончила медицинский факультет МГУ.
В начале 1930-х годов Марию Петровну Старостину направили на работу на юг Урала. В Магнитогорске она вышла замуж за Василия Николаевича Старостина, строителя Магнитки, направленного на эту стройку по партийной путевке и ставшего председателем профкома. В 1931 году на свет появился их старший сын Николай, а в 1935 году в Соль-Илецке — Евгений.

## Биография

### Детство и юность
В первые дни Великой Отечественной войны Василий Николаевич добровольцем ушёл на фронт, где, будучи батальонным комиссаром, 28 сентября 1942 года погиб около Ржева во время Первой Ржевско-Сычевской операции.
Мария Петровна записала сыновей в только что открывшиеся суворовские училища. В 1945—1956 годах Евгений Васильевич обучался в Кавказском суворовском офицерском училище.

#### Обучение в суворовском офицерском училище
В старших суворовских классах и в офицерском училище Евгений Васильевич участвовал в спортивных соревнованиях по легкой атлетике, ручному мячу и боксу, по которому курсант Старостин получил первый разряд и занимал первые места в Северной Осетии.

#### Служба в Вооруженных силах и выбор профессии
Окончив военное училище, лейтенант Е. В. Старостин выбрал местом службы Дальний Восток. Командир взвода Е. В. Старостин отслужил два года и уволился из вооружённых сил летом 1958 г., воспользовавшись сокращением вооружённых сил при Н. С. Хрущёве.
Подал документы в Архитектурный институт, в Московское художественное училище памяти 1905 года, и, по совету одного из друзей, в Историко-архивный институт. Выдержав конкурс, Евгений Васильевич поступил в МГИАИ.

### Учёба в МГИАИ и начало преподавательской и научной карьеры (1958—1972)

#### Учёба в МГИАИ (1958—1964)
Евгений Васильевич поступает одновременно с Факультетом архивного дела и на франкоязычное отделение педагогического факультета Высших пятигодичных курсов иностранных языков. Как и многие однокурсники, он с интересом посещал некоторое время и лекции для первого курса на Историческом факультете МГУ.
Определяющей, по мнению самого Евгения Васильевича, стала для него встреча с выдающимся лектором Сигурдом Оттовичем Шмидтом, источниковедом, и участие в работе его студенческого кружка источниковедения российской истории.
Одновременно студент Е. Старостин посещает вместе с В. Муравьевым, Е. Швейковской, И. Беленьким и кружок по западно-европейскому просвещению у Фаины Абрамовны Коган-Бернштейн. Достаточно закономерно две сферы его научных интересов совместились в дипломной работе на тему «П. А. Кропоткин как историк Великой французской революции».
Как свидетельствует сохранившийся в архиве МГИАИ протокол одного из партийных собраний, студенту Старостину был объявлен выговор за упорство в отстаивании права на занятия в ЦГАОР в фонде П. А. Кропоткина.
Благодаря знанию французского Евгению Васильевичу представилась возможность поработать чуть больше года переводчиком группы советских геологов в Гвинее. Диплом под руководством С. О. Шмидта был защищен Е. В. Старостиным в 1964 г. и был отмечен 26 октября 1965 г. Почетной грамотой Министерства высшего образования.
В институте Евгений Васильевич познакомился со своей будущей супругой — Инной Павловной Смирновой, разделившей на протяжении 49 лет совместной жизни его увлеченность профессией и все заботы.

#### Начало преподавательской и научной карьеры
Отработав год референтом в Минвузе СССР (в этот период он вступил в ряды КПСС), Е. В. Старостин перешел на преподавательскую работу в Московский автодорожный институт (МАДИ), где, работая доцентом, а затем заведующим кафедрой на факультете иностранных граждан, почти 10 лет читал лекции по русской истории на французском языке.
Одновременно Е. В. Старостин учился в заочной аспирантуре и готовил кандидатскую диссертацию по теме «Источники о жизни и деятельности П. А. Кропоткина (из истории русской общественной мысли конца XIX — начала XX вв.)».
С 1966 г. публикует несколько статей о состоянии системы образования, науки и культуры в Республике Мали, затем об архивах Лаоса, США, Франции и других стран.
Во время защиты кандидатской диссертации «Источники о жизни и деятельности П. А. Кропоткина…» в мае 1972 г. Н. В. Бржостовская предложила Е. В. Старостину продолжить чтение её курса «архивы и архивное дело в зарубежных странах» в Историко-архивном институте.

### Работа в Историко-архивном Институте (1973—2011)
В январе 1973 г. Е. В. Старостин вернулся в альма-матер как преподаватель.
В 1978 г. Е. В. Старостин окончил трёхмесячные Международные архивные курсы при Управлении архивов Франции. В 1981 г. он стал заведующим кафедрой Истории и организации архивного дела ИАИ РГГУ. В 1984 году работал экспертом ЮНЕСКО в Лаосе, в 1988 году прочел цикл лекций в университетах Бельгии. Учёба и работа за рубежом дали материал для докторской диссертации по зарубежному архивоведению.
Евгений Васильевич не оставлял занятий живописью и рисунком. В 1980 гг. он посещал изостудию в Доме учёных, у него были небольшие выставки. Репродукции нескольких его работ стали иллюстрациями к его книге «Архивы русской православной церкви».
Он был одним из основателей РОИА, и единственным выбранным директором Историко-архивного института (1992—1996). Несмотря на общественную нагрузку, он вел активную преподавательскую и научную работу: в 1992 году он получил звание профессора, а в 1995 году защитил докторскую диссертацию на тему «Зарубежное архивоведение: проблемы истории, теории и методологии».
Отставка с поста директора позволила ему погрузиться в научную и преподавательскую работу: помимо более чем 200 публикаций, следует упомянуть о вкладе в профессиональную культуру 47 выпусков ИАИ, о теоретическом обосновании необходимости реституции архивов нескольких европейских стран, попавших на территорию СССР во время Второй мировой войны, о создания с нуля «архивной россики» — отрасли истории архивов, изучающей какие материалы по истории нашей Родины хранятся в зарубежных хранилищах и почему. Е. В. Старостин читал лекции не только в альма-матер, но и в нескольких ВУЗах ближнего и дальнего зарубежья. Благодаря его репутации эксперта и коллективу, кафедра ИОАД установила профессиональные связи с французской Школой хартий (Б. Дельмас), с архивистами Украины (И. Матяш) и Белоруссии (М. Шумейко) и США (Ф. Блуин), Международным советом архивов и стала одним из центров архивной мысли на постсоветском пространстве. О своем профессиональном кредо, позволившим создать школу изучения зарубежного архивоведения и архивной компаративистики в МГИАИ, а затем сохранить эту школу.
В последние месяцы жизни Евгений Васильевич Старостин готовил к изданию Международный путеводитель по Архивам Русской Православной Церкви, хранящимся на Украине, Белоруссии и России. На это совместное издание ушло около двух десятков лет работы в хранилищах десяти стран Европы, Америки и Азии. 16 марта 2011 г. на V Всероссийском съезде Российского общества историков-архивистов Е. В. Старостин выступил с докладом «О внесении изменений и дополнений в Устав Общероссийской общественной организации „Российское общество историков-архивистов“».
Он ушёл из жизни после напряжённого рабочего дня 23 марта 2011 г. Похоронен на Хованском кладбище в Москве.

## Научное наследие
Научное наследие Е. В. Старостина насчитывает более 200 трудов: статей, докладов, сборников документов, из них свыше 15 монографий на русском, украинском, белорусском, французском, немецком, валлонском, английском языках.

## Преподавательская деятельность 1973—2011 в Историко-архивном институте
37 выпусков МГИАИ слушали его лекции и пользовались советами, работали под его научным руководством. Он читал базовый курс «Всеобщая история архивов», а также курсы лекций «Зарубежная архивная россика», «История архивов Русской Православной Церкви» (в ИАИ РГГУ и в 2003—2009 г. на Историческом факультете Православного Свято-Тихоновского гуманитарного университета), «История архивов Франции», «Организационно-правовые основы деятельности международных архивных организаций».
Учебник Е. В. Старостина «Зарубежное архивоведение» выдержал три прижизненных издания. Звание профессора он получил в 1992 г. Совместно со своими ученицами Т. С. Волковой и Т. И. Хорхординой, Е. В. Старостин подготовил учебник «Архивы России: история и современность».
Евгений Васильевич приложил много сил для открытия на кафедре ИОАД новых специализаций:
- в 1991 году — «Еврейские языки, культура, тексты и архивы»
- «История, культура и архивы Франции» (совместно со Школой Хартий)
- магистратура «История и новейшие информационные технологии в архивном деле» (совместно со Школой Хартий)[6]

Продолжается подготовка задуманной профессором Е. В. Старостиным специализации по архивам Русской Православной Церкви с преобразованием её в будущем в специализацию по «церковным архивам».
В качестве приглашенного профессора Е. В. Старостин читал лекции в университетах России, а также в университетах Украины (1998, 2000), Белоруссии (1999), Бельгии (1988), США (1991, а также в Сорбонне и Школе Хартий во Франции (2003).
В 1981 году, став заведующим кафедрой Истории и организации архивного дела, Е. В. Старостин заложил основы современной научно-педагогической школы кафедры ИОАД ФАД ИАИ РГГУ. Он широко использовал компаративный подход при изучении теории, методики и практики архивоведения различных стран и эпох. Как специалист по источниковедению, Е. В. Старостин стал вводить методы классического источниковедения при изучении истории архивного дела..
Ученый Совет РГГУ 12 сентября 2006 года присвоил Евгению Васильевичу Старостину звание заслуженного профессора РГГУ.
Идеи научной школы Е. В. Старостина нашли отражение в трудах его учеников, более 25 из которых стали под его руководством кандидатами, а трое докторами наук, специализируясь по следующим темам: российское архивоведение — Т. И. Хорхордина, Т. С. Волкова; церковное архивоведение — Г. П. Горькавая, А. В. Попов, А. Меньшиков; зарубежная архивная россика — А. В. Попов, Р. Бялькин, А. Закатов, О. Ободова, В.Хиттерер (США); теоретические проблемы зарубежного архивоведения — Т. С. Волкова, Е. А. Кальсина, В.Прозорова (Франция), Н. Н. Бендик (Хабаровск) и др. Под научным руководством Е. В. Старостина защитили кандидатские диссертации специалисты не только из России, но и с Украины, из Болгарии, Монголии, Азербайджана, Китая, США.

## Научная деятельность в ИАИ 1973—2011 годах
Евгений Васильевич Старостин относил себя к школе С. О Шмидта, Ф. А. Коган-Бернштейн и А. В. Храбровицкого. В области зарубежного архивоведения он продолжил традиции И. И. Любименко и Н. В. Бржостовской.
Е. В. Старостин впервые применил методы классического источниковедения при изучении законодательной, нормативной базы, научно-справочного аппарата и иных источников по истории архивного дела. В своих научных работах и лекциях Е. В. Старостин знакомил советских архивистов с новейшими теоретическими и практическими разработками зарубежных архивистов (Т.Шелленберг, Х.Дженкинсон, Р. А. Ботье и др.). Е. В. Старостин написал курс лекций по зарубежной историографии архивоведения, который был опубликован в 1986 г. в качестве учебного пособия.
В 1990 г. ученый публикует статьи по периодизации истории архивов, выступая оппонентом таких крупных теоретиков западного архивоведения как А. Бреннеке, Р. А. Ботье, историк и руководитель архивной отрасли Франции Ж.Фавье. Преимущество предложенной Е. В. Старостиным периодизации было в её универсальном характере, применимости для изучения архивов любой эпохи и любом социально-политическом контексте.
Работы ученого о зарождении и концептуализации принципа происхождения, лежащего в основании пофондовых классификаций, на материале истории европейских архивов получили международное признание.
На заре Перестройки Е. В. Старостин обратился к истории и организации архивов Русской православной церкви, анализу корпуса источников по истории еврейского народа и находящимся за рубежом архивным комплексам на русском языке.
Он обратился к истории и организации архивов Православной церкви для восстановления и понимания истории утраченных после Октябрьской революции 1917 г. комплексов документов. Е. В. Старостин подготовил путеводитель, читал спецкурс и руководил кандидатскими диссертациями на эту тему. По его мысли курс архивов Русской православной церкви должен был стать основой курса об архивах всех представленных в России конфессий: ислама, буддизма, иудаизма.
Архивы русского зарубежья и источники по истории России в иностранных архивах (архивная россика) были предметом постоянного интереса Е. В. Старостина во время его работы за границей. Он создал и читал спецкурс по этой теме, подготовил несколько кандидатов наук, специализирующихся по россике и архивам русского зарубежья и Белой эмиграции.
Распад СССР и раздел советского историко-культурного наследия, а также международные дискуссии по проблемам перемещенных во Вторую мировую войну культурных ценностей позволили Е. В. Старостину проявить себя как специалиста в сфере архивной реституции.
Совместно со своей ученицей Т. И. Хорхординой в 1990-е гг. Е. В. Старостин дал новое прочтение принятого советским правительством, подготовленного русскими архивистами во время Первой мировой войны, декрета о реорганизации и централизации архивного дела от 1 июня 1918 г.
Е. В. Старостин изучал междисциплинарные связи архивоведения, на материале как российских, так и иностранных архивов. Первым среди российских историков он предложил, основанную на общих критериях, периодизацию истории архивов, музеев и библиотек Западной Европы.
Привлекли внимание ученых разработки Е. В. Старостина по проблемам взаимосвязи источниковедения и архивоведения. Он обозначил новую область научных знаний, находящуюся на стыке этих двух дисциплин, условно назвав её термином «архивология».
Под «архивологией» Е. В. Старостин понимал процесс документирования всех сторон жизни общества, который, согласно его концепции, не однозначен в различных регионах мира. Архивология, формирующаяся на стыке источниковедения и архивоведения, выявляет и изучает важнейшие комплексов источников по истории архивного дела и архивов: описи, каталоги, путеводители, дела фондов, сами фонды и коллекции (а именно схемы их систематизации), проекты архивного законодательства и нормативных документов. В более широком смысле «архивология» выходит за рамки собственно «архивного источниковедения», исследуя все аспекты документирования человеческого опыта. Обе стороны «архивологии» имеют исключительное значение для правильного прочтения источника. Историку чрезвычайно важно знать при подходе к освещению интересующей его темы развитие принципов классификации документов в архиве или форм и методов отбора на хранение документов, которые он использует; он должен быть осведомлен о всех перемещениях, которые когда-либо происходили в хранилище, насколько полно сохранился тот или иной комплекс документов, какие материалы и по каким причинам были переданы в другие архивы или были уничтожены. Знания о пробелах в документальной летописи страны столь же необходимы для верной реконструкции прошлого, как и сведения о наличии письменных свидетельств.
Исследования Е. В. Старостиным теоретических и методологических проблем архивоведения отличались одновременно глубиной понимания фундаментальных проблем и практической направленностью. Анализ управления архивами в нескольких странах привел Е. В. Старостина к заключению о необходимости введения двойных показателей учёта архивного фонда как в единицах хранения (интеллектуальное измерение архива необходимое для обработки и использования фондов), так и в прогонных метрах (материальное измерение архива, важное для экономики архивного дела).
Е. В. Старостин дал практические рекомендации специалистам отрасли и провел ряд практических исследований: он участвовал в подготовке и издании серии путеводителей «Документы по истории еврейского народа в архивах России, Украины и Белоруссии»(Вышло 3 тома), и в подготовке путеводителя по архивам Русской Православной Церкви, для издания которого было получено благословение Патриарха, а также в подготовке совместного со Школой Хартий путеводителя по истории франко-русских связей. 24 апреля 2010 г. Евгению Васильевичу была вручена премия имени А. Л. Шанявского за выдающийся вклад в развитие фундаментальных научных исследований в области гуманитарных наук за 2009 г.

## Организационная и общественная работа 1981—2011
В 1981 г. Е. В. Старостин был назначен заведующим кафедрой Истории и организации архивного дела. Благодаря ему кафедра ИОАД осталась центром, объединяющим ученых-архивистов из разных регионов России и стран СНГ.
Е. В. Старостин был одним из инициаторов создания в ноябре 1990 г. Российского общества историков-архивистов, постоянным членом его исполкома и Председателем секции «Архивы Русской Православной Церкви».
В 1990 г. Е. В. Старостин создал при кафедре ИОАД Центр архивных исследований, где под его руководством разрабатывались три научных проекта: зарубежная архивная россика, архивы Русской Православной Церкви и документы по истории еврейского народа в архивах России, Украины и Белоруссии. По всем направлениям были изданы монографии и тома путеводителей, в том числе серия архивных путеводителей «Документы по истории и культуре евреев в архивах России».
По его инициативе в 1992 г. было возобновлено издание «Трудов ИАИ РГГУ».
Е. В. Старостин был членом секции «Церковные архивы» Международного совета архивов, а в 1992—1996 гг. также членом секции МСА «Профессиональное образование».
В годы, связанные с включением ИАИ в структуру РГГУ, Е. В. Старостин был избран директором ИАИ и возглавлял его с 1992 по 1996 г.
После ухода с поста директора Евгений Васильевич продолжал заведовать кафедрой ИОАД, Центром архивных исследований и участвовать в работе РОИА. Он был членом Ученого совета ГА РФ, Ученого совета Музея г. Москвы, Ученого совета РГАСПИ, Ученого совета Архива РАН, Географического общества России, а также членом диссертационного совета по защите кандидатских и докторских диссертаций по специальности ВАК 05. 25. 02. «Документалистика, документоведение, архивоведение».
Он принимал участие в реформах архивной отрасли и архивного законодательства России, был участником обсуждения Федерального закона от 22.10.2004 № 125-ФЗ «Об архивном деле в Российской Федерации».

## Хронологический указатель трудов (неполный в части 2008—2011 гг)
1966—1971
1. Народное образование в Республике Мали // Тез. докл. XXIV науч.- исслед. конф. МАДИ. М., 1966. С.6 — 9 .1968
2. К истории изучения П. А. Кропоткиным Великой Французской революции // Фр.ежегодник за 1966 год М., 1968. С. 293—303.
3. Техника социологических исследований// Аннотации докл. XXVI науч.- исслед.конф. МАДИ. М., 1968. С. 31 — 32. 1970
4. О встречах В. И. Ленина и П. А. Кропоткина // Арх.ежегодник за 1968 год. М., 1970. С.225 — 229.
5. Беседа В. И. Ленина с П. А. Кропоткиным о кооперации //Аннотации докл. XXVIII науч. — исслед. конф. МАДИ. М., 1970. С. 22.1971
6. К.Либкнехт и памфлет П. А. Кропоткина //Прометей. М., 1971.Т.8. С.210 — 211
7. Крестьянская община в идеологии революционного народничества // Аннотации докл. XXIX науч. — исслед. конф. МАДИ. М., 1971. С 14.

1972
1. Источники о жизни и деятельности П. А. Кропоткина (Из истории русской общественной мысли конца XIX—XX в.) Автореф. дис. канд. ист.наук М., 1972. 27 с.
2. А.Кропоткин и его «Программа революционной пропаганды» // ИСССР. М., 1972. N 1. С.134 — 138.1973
3. Архив П. А. и А. А. Кропоткиных //ЗОР ГБЛ. М., 1973. N 34.С.5 — 70 (совм. с Л. В. Гапочко)
4. Система, уровень и организация преподавания истории в колледжах и лицеях Республики Мали // Аннотации докл. XXXI науч. — исслед. конф. МАДИ М., 1973. С.14 — 15.1974
5. Псевдонимы П. А. Кропоткина //СА. М., 1974. N 6. С.85 — 86.
6. Программа курса «Зарубежная археография» // СА .М., 1974. N 3. С.104-105

1975
1. П. А. Кропоткин (Материалы к биографии) Под ред проф. В. Е. Иллерицкого М., 1975. 213 с (ротапринт)

1976
1. Путеводитель по Национальному архиву США // СА. М., 1976. С.100 — 102 (совм. с Г. И. Королевым).
2. Ф. А. Коган — Бернштейн (некролог) // СА. М., 1976. С. 118 (без подписи)
3. Гармаш В. Н. Архивное дело в Соединенных Штатах Америки. М., 1976. 57 с.

1977
1. Ф. А. Коган — Бернштейн (1899—1976) (некролог) // СВ. Вып. 41.М., 1977. С.424 (без подписи)

1978
1. Президентские библиотеки в системе архивной службы США // СА. М., 1978. N 6. С.78 — 86 (совм. с Т. С. Кабочкиной)

1979
1. П. А. Кропоткин Великая французская революция. Сост., част.перев.авт.втсуп.ст.,коммент.,указ. Совм. с В. М. Далиным и А. В. Гордоном. М., 1979. 575 с.
2. Там же. Тэн о Французской революции. С. 455—467.
3. Международные архивные курсы //СА. М., 1979. N 1. С. 74 — 77 (совм. с И. П. Медведевым)

1980
1. Архивы современной Франции // Фр. Ежегодник за 1978 год. М., 1980. С.233 — 246.
2. XVI Международная конференция «круглого стола» архивов // Вопросы критики методологии и теории буржуазного архивоведения. М., 1980. С. 153—164.
3. Методологические проблемы истории архивного дела в современном французском архивоведении // Там же. С.110 — 119 (под псевд. Е. В. Михайлов)
4. П. А. Кропоткин. Библиограф. указатель печат трудов, обзор библ. фондов и неопубл.материалов. В 2 тт. М., 1980. 249 с.

1981
1. Программа по курсу «Архивы и архивное дело в зарубежных странах» М., 1981. 73 с.
2. Методические указания к курсу «Архивы и архивное дело за рубежом» Свердловск, 1981 14 с. (Совм. с В. А. Чудиновских)

1982
1. Историко — революционный мемориальный музей П. А. Кропоткина //Великий Октябрь и непролетарские партии. Калинин. 1982. С.195 — 202
2. Kropotkin Pjotr A. Die Grosse Franzosische Revolution 1789—1783. Bd. I 349 S; Bd. 2. 387 S. (Вступ статья, коммент. совм. С А. В. Гордоном)
3. Чтобы идти кратчайшим путём (о материалах по истории СССР, находящихся за рубежом) ЛГ. 1982 от 5 мая.
4. Заседание, посвященное столетию А. А. Шилова //СА. М., 1982. N 1. С. 92.
5. Архивное дело в странах Западной Европы к началу XX века и зарождение международного сотрудничества //СА. М., 1982. N 3. С.67 — 75.
6. Ред. Сорокин В. В. Архивы учреждений СССР (1917—1937) М., 107 с.

1983
1. П. А. Кропоткин. Письма из Восточной Сибири. Иркутск. 1983. М., 1983.192 с. (Сост., вступ.ст., коммент.совм. с В. А. Маркиным)
2. Развитие международного сотрудничества архивистов (1918—1939) // СА. М., 1983. N 2. С. 66 — 71.
3. Социальные функции архивов // СА М., 1983. N 3. С. 92.
4. Архивное дело в зарубежных странах: Метод. Указ. Свердловск, 1983. 46 с. (совм. с В. А. Чудиновских).
5. Развитие международного архивного сотрудничества до второй мировой войны: Уч. Пос. М., 1983. 55 с. (рец. С. О. Шмидта // СА М., 1984. N 5. С.71 — 72)
6. Ред. Сорокин В. В. Ведомственные архивы СССР 1938—1959 гг. М., 1983. 67 с.

1984
1. Речь И. Н. Мышкина. К вопросу об авторстве // Историография и источниковедение архивного дела в СССР М., 1984. С.165 — 177
2. Предисловие // Там же. С.3-4.
3. Анархисты. На перепутье; в объятиях контрреволюции // Непролетарские партии в России: уроки истории. М., 1984. С.409 — 412, 473—477
4. Рец. Утопический социализм в России: Хрестоматия. /Сост. А. И. Володин, Б. М. Шахматов. М., 1985. // СБ. М., 1987. N 3. С.76 — 77
5. Рец.: Революцией призванный (Сайкин О. Герман Лопатин) М., 1983 // Комс. Правда. 1984. 14 авг.
6. Архивное дело во Франции. М.: МГИАИ, 1984. 76 с.
7. Ред.:Архивоведение и археография: Программа курса. М., 1984 31 с.
8. Ред. Сорокин В. В. Объединённые ведомственные архивы СССР. М., 1984. 68 с.
9. Рец. На кн.: Справочник научного работника: Архивы, библиотеки, исследователи. Львов, 1983 // СБ. 1984. N 5. С. 70. (Совм. с В. В. Крыловым)

1985
1. Великой Французской революции П. А. Кропоткина 100 лет // Книга «Памятные даты» М., 1985. С. 210.
2. П. А. Кропоткин Великая французская революция. Сост., част.перев.авт.вступ.ст.,коммент.,указ. Совм. с В. М. Далиным и А. В. Гордоном. М., 1979. 575 с.(на болг. яз.)
3. Советский архивист в Лаосе //СА. М., 1985. N 2.. С.95.
4. Западноевропейская историография архивоведения (конец XIX — первая треть XX в.). // СА. М.,1985.N 3. С.70-77.
5. Проблемы пополнения ГАФ СССР документами из — за рубежа // Материалы Всесоюз. науч. практ. конф. Актуальные вопросы совершенствования архивного дела в условиях развитого социалистического общества. М., 1985. С. 30 — 34.
6. Ред.: История и организация архивного дела в СССР: Программа курса. М., 1985. 56 с.
7. Ред.: Архивы КПСС: Программа курса /сост. В. Е. Корнеев. М., 1985. 22 с.
8. Ред.: Ведомственные архивы СССР. 1959—1980 / Сост. В. В. Сорокин. М., 1985. 76 с.

1986
1. Зарубежная буржуазная историография архивоведения: Уч.пос. М., 1986. 82 с.
2. Рец. Архивное дело в ГДР: теория и практика: Учебник. / Гл. ред. Б.Брахман. Берлин, 1984 // СА. М., 1986. N 6. С.76 — 79. (Совм. с В. И. Дурновцевым).
3. Ред.: Дремина Г. А. Центральные государственные архивы в период развитого социализма. М., 1986. 45 с.
4. Ред.: Самошенко В. Н. Исторические архивы дореволюционной России: Уч.пос. М., 1986. 246 с.
5. Ред.: Корнеев В. Е. Местные бюро Истпарта ЦК ВКП(б): Созд.ист.-парт. науки . 1920—1929. М., 1986. 81 с.

1987
1. Рец.: Утопический социализм в России: Хрестоматия / Сост. А. И. Володин, Б. М. Шахматов. М., 1985 // СБ. М., 1987. N 3. С.76 — 77.

1988
1. Документы по истории народов СССР в зарубежных архивах. М.: ВНИИДАД. 1988. 76 с.
2. Происхождение фондового принципа классификации документов // СА. М., 1988. N 6. С. 18 — 28.
3. Не историки для архивов, а архивы для историков // ВИ. М.,1988. N 12. С. 175—176.

1989
1. Кропоткин читает Жореса // Французская революция и Россия. Альманах. М., 1989 С.165 — 195 (совм. с А. В. Гордоном)
2. То же. на франц. яз.
3. Международные архивные организации и их деятельность: Уч.пос. М., 1989. 81 с.
4. К вопросу о границах архивного дела и обязанностей архивистов // Архивы СССР: История и современность. М., 1989. С.10 — 17.
5. Предисловие.// Там же. С.3-.
6. Ред.: // Там же

1990
1. А. Л. Станиславский /некролог/ // СА М., 1990. N 3. С.111.
2. О. Л.`Ор // Русские писатели 1800—1917: библиогр. словарь. Т.2. М., 1990
3. Обсуждение проблемы доступа в зарубежном архивоведении //СА. М., 1990. N 5. С.17 — 24.

1991
1. Архивология // Реализм исторического мышления: Проблемы отечеств. истории периода феодализма. Чтения, посвящ. Памяти А. Л. Станиславского: Тез. Докл. М., 1991, С. 249 72. Декрет об архивном деле 1912 года // ВИ. М., 1991. N 7|8/ C. 41 — 53 (совм. с Т. И. Хорхординой)
2. То же, на нем. яз. // Archivmiteilungen. N 2. S. 56 — 64
3. То же, на фламанд. яз.// Archives et bibliotheques de Belgique. T. LXII. N 1|2. P. 191—218
4. Выступление на учредительном съезде Российского общества историков и архивистов.// Вестн. Архивиста. М., 1991. N I. С.47 — 49
5. О проекте устава Российского общества историков и архивистов //Вестн. Архивиста. М., 1991. N 3 С. 67 — 69
6. Международный симпозиум по архивному образованию // СА. М., 1991. N 1. С. 111—112
7. /Интервью с Т. И. Бондаревой/ Каким быть обществу архивистов // СА. М., 1991. N 2. С. 28 — 31
8. Отз.: В. Н. Виноградов, А. В. Домбровская, А. П. Пшеничный и др.. А Реальности не подтверждают. Письмо в редакцию // ОА. М., 1991. N 6. С. 108—112.
9. Архивы и архивное дело в зарубежных странах. Свердловск, 1991. 88 с. (совм. с В. А. Чудиновских)

1992
1. Сост. Петр Алексеевич Кропоткин: Указатель литературы 1921—1992 гг. М., 1992. 60 с. (совм. с ИЛ.Беленьким)
2. Вступ. ст.: Наследие П. А. Кропоткина. Там же. С. 3 — 8
3. Анархистские организации и движения // Очерки истории политических партий и движений России Кн. I. вып. 3. Ростов н/Д; М., 1992. С.131 — 147
4. / Послесл. к ст./ Цаплин В. В. О праве собственности на архивные документы в дипломатических актах дореволюционной и советской России // ОА. М., 1992. N 4. С.26 — 27.

1993
1. Архивы периода Великой французской революции // ОА М., 1993. N 4. С.92 — 99
2. /Выступление/ О развитии Историко — архивного института РГГУ // Уч.совет РГГУ (янв.-июнь 1993 г.) М., 1993. С.72 — 74.
3. Церковные архивы России (Из опыта создания справочника) // Вестн. Архивиста М., 1993. N I (13) С. 96 — 100 (совм. с Н. Ю. Сидоровой)

1994
1. История России в зарубежных архивах: Уч. Пособие. М.,: Высшая школа, 78 с.
2. Историко-архивный институт: его прошлое и настоящее / Е. В. Старостин // Вестник архивиста. — 1994. — № 1-2. — С. 101—108.
3. Зарубежные архивы: Программа курса. М., 1994. 44 с.
4. Декрет 7 мессидора II года Республики (к 200-летию Великой французской революции) // Мир источниковедения: Сб. в честь Сигурда Оттовича Шмидта. М.: Пенза, 1994. С.252 — 257
5. Докл. на Междунар. коллоквиуме "Подготовка хранителей национального достояния в Европе // La formation des conservateurs des biens culturels en Europe. Paris. 1994. P. 132—134
6. Рукописное наследие Марка Блока (1886—1944)// Материалы науч. — практ. конф.: Личные фонды и коллекции — источник сохранения национальной памяти. М., 1994. С. 77 — 78
7. «Школа хартий» глазами российских исследователей // Управление высшим образованием: рус.фр. конф.: Тезисы докл. М., 1994. С.47 — 50
8. Рец.: История Русской Православной Церкви в документах региональных архивов России. Аннот. Справ. Указ. М., 1993. 681 с. // ОА. М., 1994 N 5. С.126- 127
9. /Выступление/ // Ученый совет РГГУ (февр.-июнь 1994 г.) М., 1994. С 126—127
10. Ред.: История и организация архивного дела. Программа курса М., 1994. 48 с. (сост. Т. С. Кабочкина, Т. И. Хорхордина и др.)

1995
1. Зарубежное архивоведение: проблемы истории, теории и методологии. Автореф. дис. д-ра ист. наук. М., 1995. 34 с.
2. Предисл., коммент., сост.текста. Три месяца в фашистской тюрьме (солдатские мемуары) // ОА. М., 1995. N 3. С.71 — 86

1996
1. Предисл., ред. // Труды Историко — архивного института Т.33. М., 1996. С. 5 — 6.
2. Отечественная историография зарубежного архивоведения // Там же. С.160 — 168
3. Сост.: Jewish Documentary Sources in Russia, Ukraine and Belarus N.- Y.1996. 164 p. (совм. с В. Б. Киором)
4. XIII Междунар. конгресс архивов: впечатление участников // ОА. М., 1996. N 5. С. 113—114

1997
1. Зарубежное архивоведение: проблемы истории, теории и методологии М.: Русский мир, 330 с. Вступ. Ст., сост.: Документы по истории и с.
2. Вступ. Ст., сост.: Документы по истории и культуре евреев в архивах г. Москвы: Путеводитель. М., 1997, 601 с.
3. Музеи и архивы: этапы пути из прошлого в настоящее. В кн.: Исторические музеи в системе культуры города. Материалы международной научно — практической конференции, посвященной 100 — летию Музея истории города Москвы. М., 1997. С. 30 — 33
4. Секция «Архивы Русской Православной Церкви» // Вестник архивиста М., 1997. N 3. С.
5. Предисл., коммент. «Потерь не счесть, не позабыть….» Записки московского врача П. П. Михайлова // ИА. М., 1997. N 3. С.78 — 90
6. .Р.-А.Ботье — 75 лет //ОА. М., 1997. N 6. С.

1998
1. Международный совет архивов: путь в полвека // 50 — летие Образования Международного совета архивов М., 1998 С. I −17
2. Международный совет архивов: путь в полвека // Вестник архивиста. М., 1998. N 3 (45) С. 23-37
3. То же // Студіі з архівныі справи та документознавства. Киев, 1998. Т.3. С.37 — 56 (на украин.яз.)
4. Архивоведение в профессиональной подготовке архивистов России и Франции // Историки и архивисты: сотрудничество в сохранении и познании прошлого в интересах настоящего и будущего. М., 1998. С 71 — 74
5. К 80 — летию декрета "О реорганизации и централизации архивного дела в РСФСР // ОА. М., 1998. N 2. С. 31 −32.
6. 100 лет голландскому учебнику по архивоведению // Вестник архивиста. М., 1998. N 5 (47). С.
7. От «Хранил царских» до архива Президента РФ // Независимая газ. 1998, 25 июля. N 134.
8. Принцип происхождения в отечественной и французской школах архивоведения // Гістаричные крыніцы: проблемы класіфікацыі, вывучэння і выкладання. Мінск. 23 — 24 красавіна 1998. С.198 — 199.

1999
1. На каком языке мы говорим? // ОА. М., 1999. N 3. С.122 — 125.
2. Методология истории архивов: периодизация // Отеч. архивы.1999.№ 6.

2000
1. Du tresor des chartes d`Ivan le terrible aux Archives du President de Russie ou la recherche historique face a la pratique du secret d`Etat // Memoire et histoire: les etats europeens face aux droits des citoyens du XXI — eme siecle. Bucarest. 1998. Paris 2000. C. 101—103.
2. Ред.: Горькавая Г. П. Архивы Русской Православной Церкви в прошлом и настоящем М., 2000. 51 с.
3. Архивное источниковедение терминологические споры // Источниковедение и краеведение в культуре России. М.,2000. С.
4. Источниковедение и архивоведение: грани взаимодействия.//Новгородский архив. Вестник Вел. Новгорода. 2000. N 2. C.
5. Как рождался термин «архивное источниковедение» // Документ.-Архив.-История. Сб.ст. Екатеринбург, 2000. С.

2001
1. История России. Методологические аспекты архивоведческого знания М., 2001. 48 с.
2. М. К. Любавский историк — архивист //ОА. М., 2001. N I. С.
3. Рижский мирный договор с Польшей и проблемы «архивной реституции» // Материалы межд. Науч.-практ.конф. "Зарубежная архивная россика. Итоги и перспективы. Выявление и возвращение. М., 2001. С.
4. Секция ЦС РОИА "Архивы Русской Православной Церкви// Вестник архивиста. М., 2001. N 1(61). С.
5. М. К. Любавский (1860—1936) //Историки России. Биографии. М., 2001. С. (совм. с А. В. Сидоровым)
6. Критики декрета «О Реорганизации и централизации архивного дела в РСФСР». Тезисы докладов и сообщений Межд. Науч. конф. М., 23 — 24 мая 2001. // Архивный фонд РФ: феномен, мифы и реальность М., 2001. С.32 — 35.

2002
1. Источниковедение и архивоведение: грани взаимодействия //Труда ИАИ М., 2002. Т.34. (компьют.версия.)
2. Предисловие (совм. с Т. И. Хорхординой и А. Д. Степанским)/ Там же
3. Источниковедение и архивоведение: ресурсы развития // Архивоведение, источниковедение отечественной истории. Проблемы взаимодействия на современном этапе. М., 2002. С 55 — 67.
4. Количественные измерения документов, хранимых архивами // Изменяющаяся Россия и российские архивы на рубеже веков. М., 2002. С.40 — 42
5. Людмила Марковна Зак //ОА. М., 2002. N 1. С. 121 (под псевд. С. О. Шмидт)
6. Памяти В. М. Далина //Франц. ежегодник за 2001. М., 2002. С.
7. Источниковедение и архивоведение: спорные вопросы // Источниковедение и историография в мире гуманитарного знания. М., 2002. С.51-60
8. О чём умолчал князь П. А. Кропоткин в «Записках революционера» // Студи з архівноі справи та документознавства. Т.8. Киев, 2002. С.228 — 236
9. Архивное источниковедение // Архівознавство. Археография. Джерелознавство. Віп. 5. Киев, 2002. С.172 — 177

2003
1. Архивное источниковедение: терминологические споры // Архівы на шляху XXI Старогоддзя: гістория, спадчына, сучаснасць. Минск, 2003. С.58-62
2. Ризька мирна угода 1921 р..: проблеми архівноі реституціі //Студи з архівноі справи та документознавства. Т.9. Киев, 2003. С.163 — 166
3. Обращение П. А. Кропоткину к Украинскому народу // Памятки Археографічний щорічник. Т.4. Киів, 2003. С.180 — 184
4. Периодизация всеобщей истории архивов // Проблеми історіі та археологіі Украіни. Харків, 2003. С.210 — 214
5. Архивное источниковедение: неиспользованные ресурсы // Культура исторической памяти. Петрозаводск, 2003. С.202-212
6. Терминологическая интервенция. В кн.: Теоретические основы археографии с позиции современности: материалы дискуссии. М., 2003. С 50 — 53
7. Примерная программа дисциплины Всеобщая история архивов Федерального компонента цикла ОПД ГОС ВПО второго поколения по специальности 020800 «Историко — архивоведения» // Историко — архивоведение. Специальность 020800: Государственный образовательный стандарт высшего профессионального образования и примерные программы дисциплин федерального компонента (циклы общеобразовательных дисциплин и дисциплин специальности) /Отв. Ред. В. В. Минаев. М., 2003. С.391-440.

2004
1. Анархистская модель. В кн.: Модели общественного переустройства России. XX век. М., 2004. С.
2. О чём умолчал князь П. А. Кропоткин в «Записках революционера» // Русский родословец. Альманах. М., 2004. N I (3). С 34 — 39.
3. Тайнопись в системе источниковедческого знания // Народ и власть : исторические источники и методы исследования М., 2004. С. 36-43
4. Тайнопись. Что полезно знать архивисту // ОА. М., 2004. N 5. С. 26-33
5. История архивов Русской Православной Церкви (X—XX вв.) // Вестник архивиста М., 2004. N 3-4. (81-82). С. 313—326
6. XV Международный конгресс архивов. Впечатление участников (Е. В. Старостин) // ОА. М., 2004. N 6. С.15-16
7. Тайнопис у системi архівознавчого знания // Студіі з архівноі справи та документознавства. Т.12. Киів, 2004. С.241-247
8. Юбилей А. Д. Степанского // ОА. М., 2004. N 6. С.135

2005
1. Архивы Русской Православной Церкви. В кн.: Труды ИАИ. Т.36.2005. С.20-29
2. Предисловие. Там же. С 11-17
3. Архивное наследие Русской Православной Церкви // ОА. М., 2005. N 4. С.31-38
4. П. А. Кропоткин — историк России. В кн.: Петр Алексеевич Кропоткин и проблемы моделирования историко — культурного развития цивилизации. Материалы международной научной конференции СПб,, 2005. С 10 — 21
5. Две революции, две судьбы архивов. В кн.:Новое литературное обозрение. Институты нашей памяти: Архивы и библиотеки в современной России. М., 2005. N 74 (4). С.155-166.
6. Архивы России (краткий исторический очерк) // Студіі з архівноі справи та документознавства. Т.13. Киів, 2005. С. 173—175
7. Скъпа Стефка Петкова //Архивен преглед. София, 2005. N 3-4. С.8
8. Творческое наследие М. К. Любавского и проблемы архивной реституции / Документальное наследие по истории русской культуры в отечественных архивах и за рубежом. Международной научно-практической конференции. Москва, 29-30 октября 2003 г. М., 2005. С.238-247
9. Архивное наследие Русской Православной Церкви// Вестник Православного Свято-Тихоновского Гуманитарного университета. II: I М., 2005. С.161-170

2006
1. Две революции, две судьбы архивов. М.: РГГУ, 2006. 120 с. (совместно с Т. И. Хорхординой)
2. То же. (доклад) /Материалы Международной научной конференции «Революция и архивы», 19-20 апреля 2006. МГУ. М.,2006 .
3. Альбом Н. А. Залшупиной в Национальной библиотеки Франции. // Отечественные архивы. 2006. N 1. С.54-56.

2007
1. Библия и архивы //Единство гуманитарного знания: новый синтез. Материалы XIX Международной научной конференции. Москва 25-27 января 2007. М., 2007. С.29-41.
2. То же // Делопроизводство. 2007. № 1. С.13-19.
3. То же //Отечественные архивы. 2007. №.4. С.33-41.
4. Архивы Русской Православной Церкви периода Древнерусского государства (Киевская Русь // Делопроизводство.2007. № 3. С..108-115.
5. Архивы Русской Православной Церкви периода феодальной раздробленности и ордынского тга// Делопроизводство. 2007. № 4. С.92-95.
6. А. И. Комиссаренко 70 лет// Отечественные архивы. 2007.№ 4. С.140.

2008
1. Архивы Русской Православной Церкви в период становления и развития Московского государства (XIV—XVII века) / Старостин Евгений Васильевич// Вестник РГГУ. — 2008. — 2008 ; N 8. — С. 214—222.
2. Старостин, Е. В. Архив Святейшего Синода XVIII—XX вв. // Делопроизводство. — 2008. — № 3. — С. 102—104.

2009
1. Местные архивы Русской Православной Церкви (вторая половина XIX — начало XX вв.) [Текст] / Е. В. Старостин. — // Делопроизводство. — 2009. — N 2. — С. 86 — 95.

2010
1. Старостин, Е. В. Архивы Русской Православной Церкви во время Февральской и Октябрьской революций (1917—1920 гг.) / Е. В. Старостин // Делопроизводство.- 2010.- № 2.- С. 105—110.
2. Les sources de l’histoire de France en Russie : guide de recherche dans les archives d’État de la Fédération de Russie à Moscou (XVIe-XXe siècle)./ Delams B., Starostine E., Lanskoï G. Paris, 2010, 480 p. (в соавторстве с Ланским Г. Н., Дельмасом Б.)

2011
1. Старостин Е. В. Архивы Русской Православной Церкви: (Х-ХХвв): Учебное пособие. М. РГГУ 2011 г. 225 с.

Энциклопедии, энциклопедические словари :
1. Анархисты, П. А. Кропоткин, А.Ге./ Гражданская война и военная интервенция в России. Энциклопедия. М., 1983 (2 — е изд. М., 1987)
2. Анархисты, П. А. Кропоткин / Великая Октябрьская социалистическая революция. Энциклопедия. М., 1985.
3. Анархизм, П. А. Кропоткин /Философский энциклопедический словарь. М., 1983. (2 — е изд. М., 1989).
4. Архивы. /Энциклопедический словарь юного историка. изд. М., 1994
5. Анархизм. Там же. 2 — е изд. М., 1996
6. Терроризм. Там же
7. Патриотизм. Там же
8. Архивоведение / Отечественная история.: Энциклопедия. Т.I М., 1994
9. Архивы. / Большая российская энциклопедия. Т. 2 .М., 2005
10. Архивоведение /Там же
11. Архивы /Энциклопедия. Россия М., 2005.